# Bowlesia tropaeolifolia
Bowlesia tropaeolifolia är en flockblommig växtart som beskrevs av John Gillies och William Jackson Hooker. Bowlesia tropaeolifolia ingår i släktet drusor, och familjen flockblommiga växter. Inga underarter finns listade i Catalogue of Life.